# 1174 en santé et médecine
| Années de la santé et de la médecine : 1171 - 1172 - 1173 - 1174 - 1175 - 1176 - 1177    |
| Décennies de la santé et de la médecine : 1140 - 1150 - 1160 - 1170 - 1180 - 1190 - 1200 |

Cet article présente les faits marquants de l'année 1174 en santé et médecine.

## Fondations
- Fondation de la léproserie Saint-Pierre de Bruxelles, en Basse-Lotharingie[1],[2].
- Première conservée des chartes de fondation de la « maison hospitalière » ou « aumônerie » établie vers 1150 à Montaigu, aux marches du Poitou, par Brient Ier, seigneur de Commequiers[3].
- 1163-1174 : fondation de la maladrerie Saint-Lazare d'Avignon en Provence[4].
- Après 1174 : fondation d'une aumônerie à  Angers par Étienne de Marsay, sénéchal d'Anjou[5].

## Personnalité
- 1154-1174 : Fl. Manassès de Villamauri, chirurgien et archidiacre, cité dans des chartes d'Henri de Carinthie et de Matthieu, évêques de Troyes[6].

## Décès
- 1165 ou 1174[7] (ou 1167[8]) : Abraham ibn Ezra (né en 1099 ou 1119[7] (ou 1092 ou 1093[8]), rabbin espagnol, philosophe, astronome, poète, médecin, philologue et cabaliste, auteur de nombreux ouvrages, dont un d'astrologie médicale, Sefer ha-Me'orot, traduit en latin sous le titre De luminaribus et diebus criticis, « le seul qui ait rapport à la médecine », et qui sera imprimé pour la première fois à Lyon en 1496[7].